# Dudley DeGroot
Dudley Sargent DeGroot (Chicago, 20 november 1899 - El Cajon, 5 mei 1970) was een Amerikaans rugbyspeler.

## Carrière
Tijdens de Olympische Zomerspelen 1924 werd hij met de Amerikaanse ploeg olympisch kampioen.

## Erelijst

### Met Verenigde Staten
- Olympische Zomerspelen:  1924